# Carlo Carunchio
Carlo Carunchio (* 14. Juni 1942 in Neapel) ist ein italienischer Drehbuchautor.

## Leben
Carunchio sammelte Erfahrung als Regieassistent Ende der 1960er Jahre und arbeitete dann als Drehbuchautor mit Giuseppe Patroni Griffi bis Mitte des folgenden Jahrzehntes zusammen. 1973 führte er bei der Verfilmung von dessen Komödie D’amore si muore Regie. Danach wandte er sich der Theaterarbeit zu; nur 1979 und 1980 war er nochmals für den Spielfilm tätig: Bei zwei Filmen Enzo Girolamis war er Kostümbildner.

## Filmografie (Auswahl)
- 1969: Metti, una sera a cena
- 1973: D’amore si muore